# In certi momenti
In certi momenti è il terzo album del cantautore italiano Eros Ramazzotti, pubblicato il 28 ottobre 1987, giorno del suo ventiquattresimo compleanno. L'album è stato realizzato anche in una versione in spagnolo, con il titolo En ciertos momentos.
Il disco si rivelò un successo commerciale, sia in Italia, dove vendette più di 800.000 copie, sia a livello internazionale, con circa 3.000.000 di copie vendute in tutto il mondo.
L'espressione certi momenti presente nel titolo è tratta dalla prima traccia dell'album stesso. Al titolo dell'album fu aggiunto In, probabilmente per non confonderlo con l'album Certi momenti di Pierangelo Bertoli del 1980.

## Il disco
Da questo album non furono pubblicati 45 giri per il mercato italiano, anche se il brano di lancio per le radio inizialmente fu Libero dialogo, seguito poi dal duetto con Patsy Kensit La luce buona delle stelle, di cui sono autori anche Piero Cassano e Adelio Cogliati.
Occhi di speranza affronta il tema della donazione delle cornee e per estensione della donazione di organi. Il tema di questa canzone chiuderà la lunga suite Musica è, pubblicata un anno dopo nell'omonimo album. Non a caso, nell'album di reincisioni Eros del 1997, le due canzoni saranno riproposte una dopo l'altra.

## Tracce

### In certi momenti
CD
Testi di Eros Ramazzotti, Adelio Cogliati, musiche di Eros Ramazzotti, Piero Cassano.
1. Questo mio vivere un po' fuori – 4:19
2. Ok ci sto – 3:57
3. La luce buona delle stelle – 4:14 – con Patsy Kensit
4. Il gioco della verità – 4:36
5. Ma che bello questo amore – 4:10
6. Ciao pà – 5:01
7. Cose che ho visto – 4:09
8. Libero dialogo – 4:35
9. Occhi di speranza – 3:16
10. Senza perderci di vista – 4:15

Durata totale: 42:32

### En ciertos momentos
CD
1. Mi vida es un absurdo – 4:19 (Eros Ramazzotti, Adelio Cogliati, Piero Cassano, Ignacio Ballesteros)
2. Ok ya voy – 3:57 (Eros Ramazzotti, Adelio Cogliati, Piero Cassano, Ignacio Ballesteros)
3. La luce buona delle stelle – 4:14 (Eros Ramazzotti, Adelio Cogliati, Piero Cassano) – con Patsy Kensit
4. El juego de la no verdad – 4:36 (Eros Ramazzotti, Adelio Cogliati, Piero Cassano, Luis Gómez Escolar)
5. Fantastico amor – 4:10 (Eros Ramazzotti, Adelio Cogliati, Piero Cassano, Luis Gómez Escolar)
6. Chao, papa – 5:01 (Eros Ramazzotti, Adelio Cogliati, Piero Cassano, Ignacio Ballesteros)
7. Las cosas que he visto – 4:09 (Eros Ramazzotti, Adelio Cogliati, Piero Cassano, Ignacio Ballesteros)
8. Dialogo – 4:35 (Eros Ramazzotti, Adelio Cogliati, Piero Cassano, Luis Gómez Escolar)
9. Ojos de esperanza – 3:16 (Eros Ramazzotti, Adelio Cogliati, Piero Cassano, Ignacio Ballesteros)
10. Mientras el cuerpo resista – 4:15 (Eros Ramazzotti, Adelio Cogliati, Piero Cassano, Luis Gómez Escolar)
11. Una historia importante – 4:09 (Eros Ramazzotti, Adelio Cogliati, Piero Cassano, Ignacio Ballesteros)
12. Ahora tu – 4:02 (Eros Ramazzotti, Adelio Cogliati, Piero Cassano, Ignacio Ballesteros)
13. Un nuovo amore – 4:10 (Eros Ramazzotti, Adelio Cogliati, Piero Cassano)
14. Emociones cuantas emociones – 4:34 (Eros Ramazzotti, Adelio Cogliati, Piero Cassano, Ignacio Ballesteros)

Durata totale: 59:27

## Classifiche

### Classifiche settimanali
| Classifica (1987-1988) | Posizione massima |
| ---------------------- | ----------------- |
| Austria                | 5                 |
| Germania               | 17                |
| Italia                 | 1                 |
| Paesi Bassi            | 23                |
| Spagna                 | 12                |
| Svizzera               | 3                 |

### Classifiche di fine anno
| Classifica (1988) | Posizione |
| ----------------- | --------- |
| Germania          | 15        |
| Europa            | 48        |
| Italia            | 8         |
| Svizzera          | 21        |

## Formazione
- Eros Ramazzotti - voce, cori e chitarra
- Maurizio Bassi - tastiera, programmazione e sintetizzatore
- Paolo Gianolio - basso, chitarra acustica ed elettrica, programmazione
- Piero Cairo - programmazione e sintetizzatore
- Giorgio Cocilovo - chitarra acustica ed elettrica
- Serse May - tastiera, programmazione e sintetizzatore
- Celso Valli - pianoforte e tastiera
- Stuart Elliott - batteria
- Mo Foster - basso
- Lele Melotti - batteria, percussioni e programmazione
- Jacopo Jacopetti - sax
- Patsy Kensit - voce in La luce buona delle stelle
- Sventola Conte Ubaldo degli Ubaldi, Aida Cooper, Piero Cassano, Adelio Cogliati, Betty Villani, Bob Galanti, Gabriele Balducci, Moreno Ferrara, Silvio Pozzoli - cori